# Jinonice
Jinonice – część Pragi leżąca w dzielnicy Praga 5, na południowy zachód o centrum miasta. W 2006 zamieszkiwało ją 3 940 mieszkańców.